# Giovanni Roano e Corrionero
Giovanni Roano e Corrionero (Villares, 1618 – 4 luglio 1703) è stato un arcivescovo cattolico spagnolo.

## Biografia
Nacque a Villares, allora nella diocesi di Salamanca in Spagna, nel 1618.
Dottore in teologia e in legge, fu nominato come vescovo di Cefalù da papa Alessandro VII il 16 febbraio 1660. Ricevette l'ordinazione episcopale il 7 marzo seguente dal cardinale Antonio Barberini, camerlengo di Santa Romana Chiesa.
Promosse la secolarizzazione del capitolo della cattedrale che ottenne, previo assenso del re Carlo III, nella sua qualità di re di Sicilia, con bolla del 22 settembre 1671 di papa Clemente X.
Il 27 novembre 1673 lo stesso papa lo promosse alla sede arcivescovile di Monreale di cui prese possesso il 6 gennaio 1674.
Morì il 4 luglio 1703.

## Genealogia episcopale
La genealogia episcopale è:
- Cardinale Scipione Rebiba
- Cardinale Giulio Antonio Santori
- Cardinale Girolamo Bernerio, O.P.
- Arcivescovo Galeazzo Sanvitale
- Cardinale Ludovico Ludovisi
- Cardinale Luigi Caetani
- Vescovo Giovanni Battista Scanaroli
- Cardinale Antonio Barberini, O.S.Io.Hieros.
- Arcivescovo Giovanni Roano e Corrionero